# Tagzania
Tagzania es un sistema español, desarrollado con Python, Zope y MySQL, para usar folcsonomías sobre la API de Google Maps.
Es un mashup de geolocalización de fotografías similar a Panoramio, que se aprovecha de la potencia de Google Maps para ofrecer funcionalidades de valor añadido.